# Бровар (пивоварня)
ВАТ «Бровар» — підприємство харчової промисловості України, зайняте у галузі виробництва та реалізації пива і безалкогольних напоїв. Розташоване у селищі міського типу Микулинці Теребовлянського району Тернопільської області. Найстаріша броварня України.

## Історія

Бірдекель микулинецького пива. Зазначений рік заснування броварні — 1698.

### Заснування
Точна дата заснування броварні у Микулинцях невідома. Тому, за прийнятою практикою, історія броварні ведеться від першої письмової згадки. За цим принципом довгий час відправною точкою історії микулинецької броварні вважався 1698 рік, яким датуються відомості про виробництво пива в Микулинцях, знайдені в австрійських архівах.
Пізніше з польських архівів було почерпнуто відомості про існування микулинецького пива принаймні вже наприкінці XV сторіччя. Зазначається, що під час військового походу польського короля Яна Ольбрахта проти правителя Молдови Штефана ІІІ союзник Ольбрахта німець Тієран зупинився в Микулинцях, звідки надіслав йому на пробу місцевого пива. Таким чином роком заснування Микулинецької броварні вважається рік згаданих подій — 1497.

### Історія до 1939 року
Документальні згадки про микулинецьку броварню до кінця XIX ст. носять розрізнений характер. Відомо лише, що пиво було популярним напоєм у містечку, зокрема бочка пива входила до внеску, який робився до цеху підмайстром, коли його приймали в майстри.
Першим відомим власником броварні в Микулинцях є граф Мечислав Рей, який отримав містечко як придане (віно) дружини — Юзефи Конопчанки, доньки Казімєжа — наприкінці XIX ст. Пивзавод перебував у приватній власності графів Реїв до середини 20-х років ХХ ст. Відомо, що пивоварня графа М. Рея на початку ХХ ст. виготовляла бочкове та пляшкове пиво трьох сортів: Лежак, Фірмове та Бок.
Згодом броварня переходить у власність товариства «Аверман, Ціховський Міхал і спілка», за якого в 1928 році збудовано нову пивницю, сушильню і солодовню. Відомо, що в 1937 році власника броварні звали Герман Ехенбаум.

### 1939—1991 роки
З приходом у вересні 1939 року до Микулинців Червоної Армії усі приватні підприємства містечка було націоналізовано.
За радянських часів у 1940—50-х роках микулинецький пивзавод відносився до львівського пивоварного тресту № 159. З 1957 року Микулинецький пивзавод перейшов у розпорядження Обласного управління промпродтоварів.
До 1960-х років розлив пива здійснювався ручним способом. Пивовари працювали в той час в одну зміну і виробляли 4—6 тис. пляшок щодобово. Випускалися «Жигулівське», «Українське» і «Ризьке» сорти пива. Перша значна повоєнна реконструкція пивзаводу відбулася у 1958 році, після чого обсяг випуску продукції збільшився втричі порівняно з 1950 роком і вп'ятеро у порівнянні з 1939 роком. У 1969—1970 рр. проведено чергову реконструкцію, яка дозволила довести обсяги випуску пива до 600 тисяч декалітрів та розширити його асортимент — з'явилися нові сорти пива: «Подвійне золоте» і «Мартовське». У 1970 році механіка заводу К. В. Гречину нагороджено орденом «Знак пошани», а 13 робітників та інженерно-технічних працівників — медалями.
Пізніше, у 70-ті роки Микулинецький пивзавод увійшов до Тернопільського пивооб'єднання.

### Історія після 1991 року
У 1993 році на базі державного підприємства створено «Орендне підприємство Микулинецьких пивоварів».
1995 року підприємство реорганізовано у відкрите акціонерне товариство і воно отримало сучасну назву.
З 1997 року введено в дію лінію з розливу мінеральної столової води, а також впроваджено власне виробництво світлого, темного та карамельного сортів солоду.
Станом на кінець 2008 року виробничі потужності ТОВ «Бровар» становлять 1,4 млн декалітрів пива, 450 тис. декалітрів безалкогольних напоїв та 1,5 тис. т солоду на рік. У найближчих планах компанії (станом на жовтень 2008 року) — доведення потужностей з виробництва пива до 2 млн дал. на рік.

## Асортимент продукції

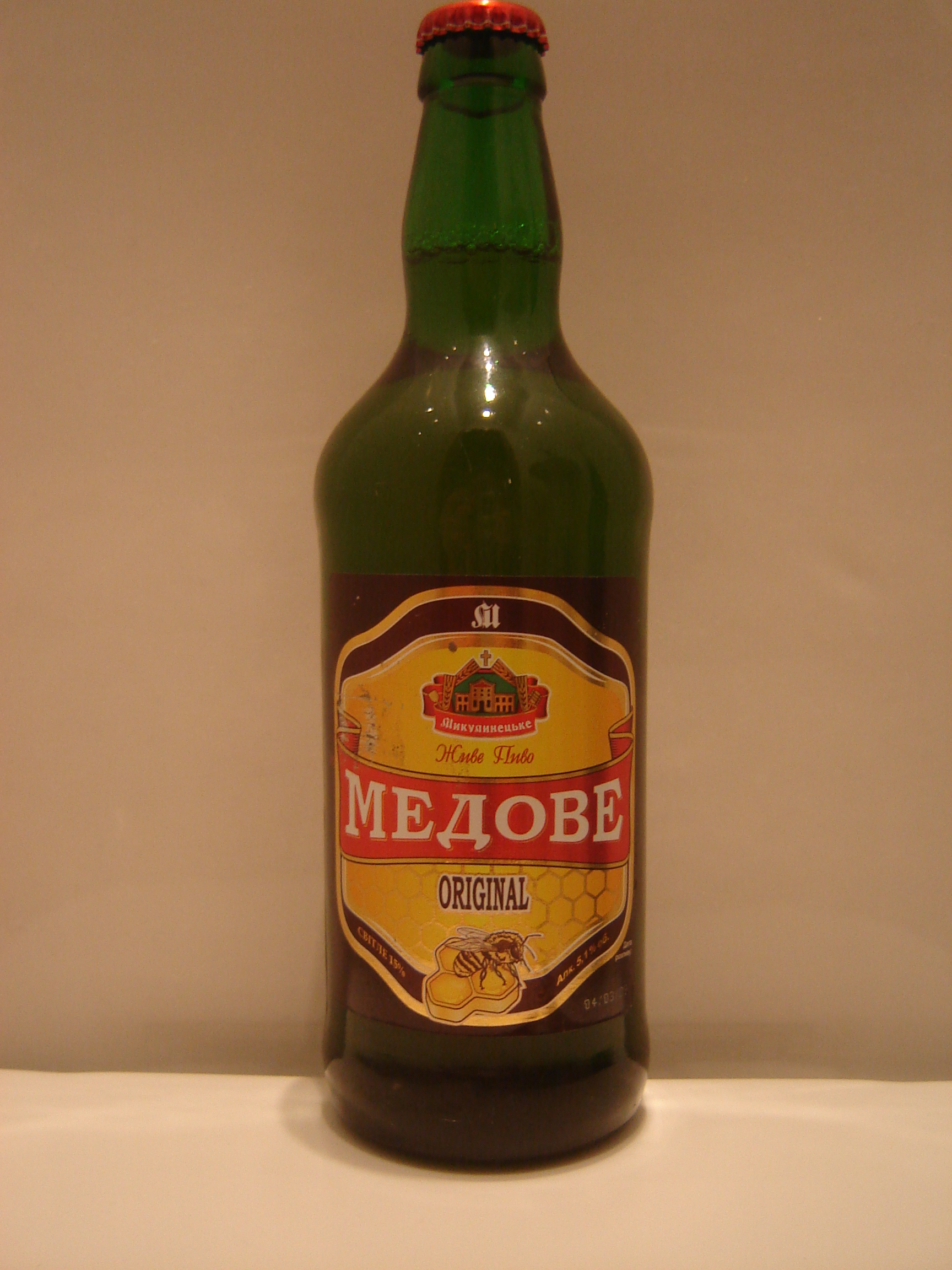
Пляшка пива «Микулинецьке Медове».

### Класичні сорти
- «Микулин» — Густина 11 %. Алк. об. 4,2 %. Світле непастеризоване пиво. Тара: пляшки 0,5 л (скляна) та 1 л (PET); кеги 30 л та 50 л.
- «Троян» — Густина 11,5 %. Алк. об. 3,3 %. Світле непастеризоване пиво. Тара: пляшка 0,5 л; кеги 30 л та 50 л.
- «Микулин-900» — Густина 12 %. Алк. об. 4,5 %. Світле непастеризоване пиво. Тара: пляшка 0,5 л; кеги 30 л та 50 л.
- «Українське Темне» — Густина 13 %. Алк. об. 4,2 %. Темне непастеризоване пиво. Тара: пляшка 0,5 л; кеги 30 л та 50 л.
- «Дністер» — Густина 12 %. Алк. об. 5,5 %. Світле непастеризоване пиво. Тара: пляшка 1 л.
- «Strong» — Густина 16,5 %. Алк. об. 6,5 %. Світле непастеризоване пиво. Тара: пляшка 1 л.

### Спеціальні сорти
- «Пшеничне-Біле» — Густина 11 %. Алк. об. 4,2 %. Світле непастеризоване пшеничне пиво. Тара: пляшка 0,5 л; кеги 30 л та 50л.
- «Медове» — Густина 15 %. Алк. об. 5,8 %. Світле непастеризоване пиво з додаванням меду. Тара: пляшка 0,5 л; кеги 30 л та 50 л.
- «Тернове Поле» — Густина 18 %. Алк. об. до 7,1 %. Світле непастеризоване пиво з продовженим терміном дозрівання. Тара: пляшка 0,5 л; кеги 30 л та 50 л.
- «Радлер Лимон» — Густина 12 %. Алк. об. 4,5 %. Радлер, світле непастеризоване пиво зі смаком лимону. Тара: пляшки 0,42 л та 0,5 л.

### Сорти преміум-класу
- «Елітне» — Густина 15 %. Алк. об. 5,9 %. Світле непастеризоване пиво. Тара: пляшка 0,5 л з відкидною пробкою.
- «Вища Проба» — Густина 12 %. Алк. об. 5,2 %. Світле непастеризоване пиво. Тара: пляшка 0,5 л з відкидною пробкою.
- «Новорічне» — Густина 21 %. Алк. об. 9,0 %. Світле непастеризоване пиво. Тара: пляшки 0,65 л (з відкидною пробкою) та 1 л; сифон 2 л. Виробництво має сезонний характер — сорт вариться лише в грудні та січні.

### Віскі
- «Микулинецьке односолодове» — Алк. об. 40 %. Тара: пляшки 0,7 л.[6]
- «Микулинецьке Limited Edition односолодове» — Алк. об. 43 %. Тара: пляшки 0,7 л.

### Безалкогольні напої
- Природна столова вода «Микулинецька кришталева»
- Квас «Микулинецький»
- Напій солодкий «Лимон»
- Напій солодкий «Апельсин»
- Напій солодкий «Яблуко»
- Напій солодкий «Лимонад»
- Напій солодкий «М-Кола»
- Напій солодкий «Вишня».

## Маркетингова діяльність
Продукція ВАТ «Бровар» реалізується в роздрібних торговельних точках Тернопільської, Хмельницької, Львівської, Вінницької, Закарпатської, Івано-Франківської, Чернівецької, Рівненської області, а також у Києві, Полтаві, Харкові, Кривому Розі, Бердянську та інших населених пунктах України. Водночас, основним ринком збуту ВАТ «Бровар» залишається місто Тернопіль і Тернопільська область, на яку припадає 45 % всього виробленого підприємством пива. На підприємстві діє широка мережа фірмової торгівлі (бази, бари, магазини), розроблена гнучка система ціноутворення в залежності від обсягів пива, які купує клієнт, і ступеня прихильності споживача до підприємства.
ВАТ «Бровар» є чи не єдиним вітчизняним виробником на преміальному сегменті ринку пива України. Преміальні сорти броварні відрізняються використанням відбірної сировини, оригінальними рецептурами та тарою, зокрема використовуються пляшки німецького виробництва з відкидними пробками, сифони, керамічна тара.

## Нагороди
Якість продукції ВАТ «Бровар» відзначена численними нагородами.
Зокрема підприємство стало одним із переможців Всеукраїнського конкурсу-виставки «Найкращий вітчизняний товар 2007 року», який відбувся в рамках третьої загальнодержавної виставкової акції «Барвиста Україна».
Сорти торговельної марки «Микулинецьке пиво» традиційно отримують медалі та дипломи на конкурсах в рамках традиційного «Свята пива», яке щорічно проводиться у Києві.
Ціла низка продуктів підприємства нагороджена «Золотою зіркою якості» Держпроду України (2005). Того ж року голова правління ВАТ «Бровар» С. Троян став лауреатом конкурсу «Топ-менеджер України».

У 2006 році підприємство відзначене дипломом Європейської бізнес-асамблеї (м. Оксфорд, Англія).

## Цікавинки

Фірмовий кухоль ВАТ «Микулин». Зазначений рік заснування броварні — 1457.

- Офіційний вебсайт ВАТ «Бровар» вказує на першу відому письмову згадку про броварню при описі військового походу польського короля Яна Ольбрахта проти правителя Молдови Штефана ІІІ. При цьому зазначені події датуються 1457 роком. Відповідно, цей рік використовується у символіці підприємства. Насправді ж вказані події відбувалися на 40 років пізніше — у 1497. 1457 року Ян Ольбрахт ще не народився.